# ادی گریفن
ادی گریفن (انگلیسی: Eddie Griffin؛ زادهٔ ۱۵ ژوئیهٔ ۱۹۶۸) یک هنرپیشه اهل ایالات متحده آمریکا است.
از فیلم‌ها یا برنامه‌های تلویزیونی که وی در آن نقش داشته است، می‌توان به سفر به آمریکا، جان کیو، آخرین پسر پیش‌آهنگ، داستان وندل بیکر، پسر جدید، سر مخروطی‌ها، برداشتن قطعات، غزل جیسون و جوخه مد اشاره کرد.